# 圣罗克 (圣保罗州)
圣罗克是巴西圣保罗州的一个市镇。总面积307.553平方公里，总人口73778人，人口密度239.9人/平方公里。